# Diplazium melanocaulon
Diplazium melanocaulon är en majbräkenväxtart som beskrevs av William Dunlop Brackenridge.
Diplazium melanocaulon ingår i släktet Diplazium och familjen Athyriaceae. Utöver nominatformen finns också underarten Diplazium melanocaulon coriaceum.